# Azekura-zukuri

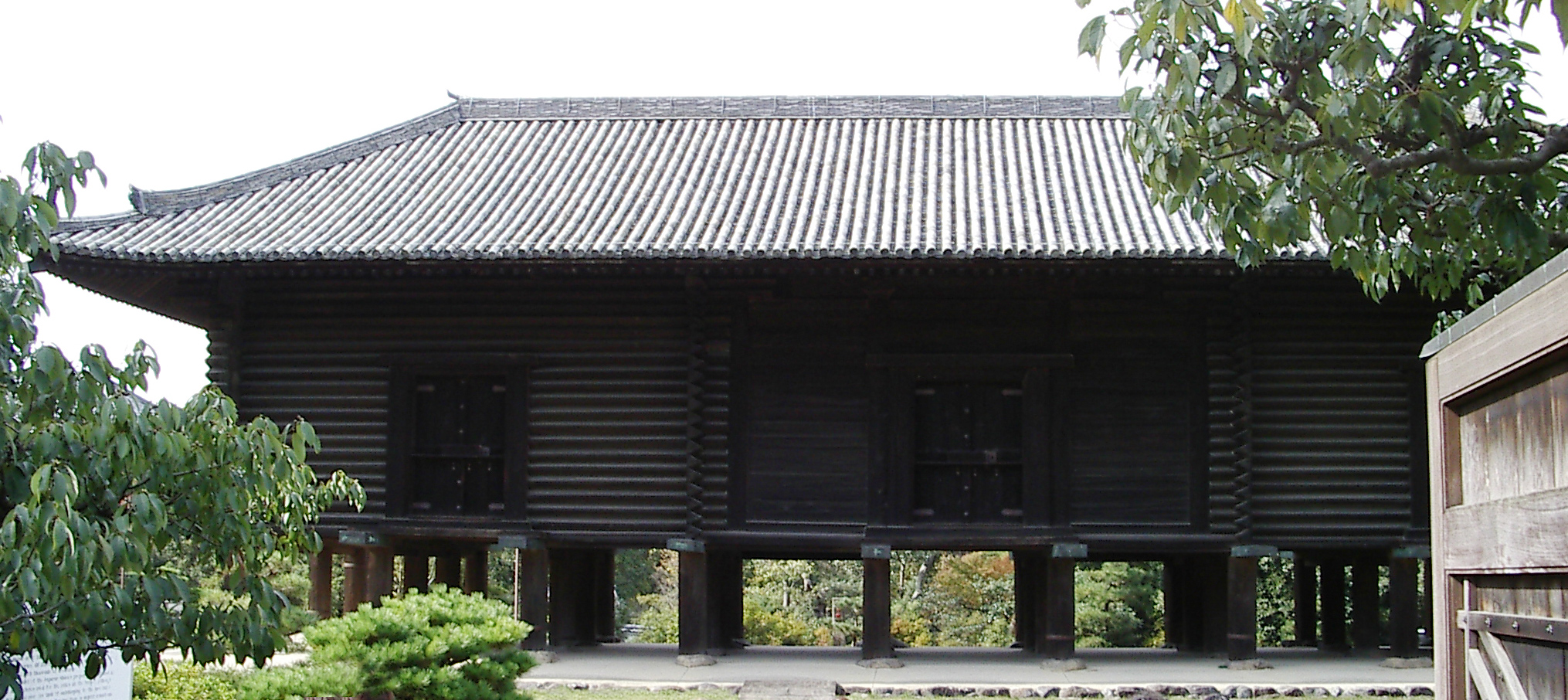
Lo Shōsō-in, esempio di struttura azekura-zukuri.

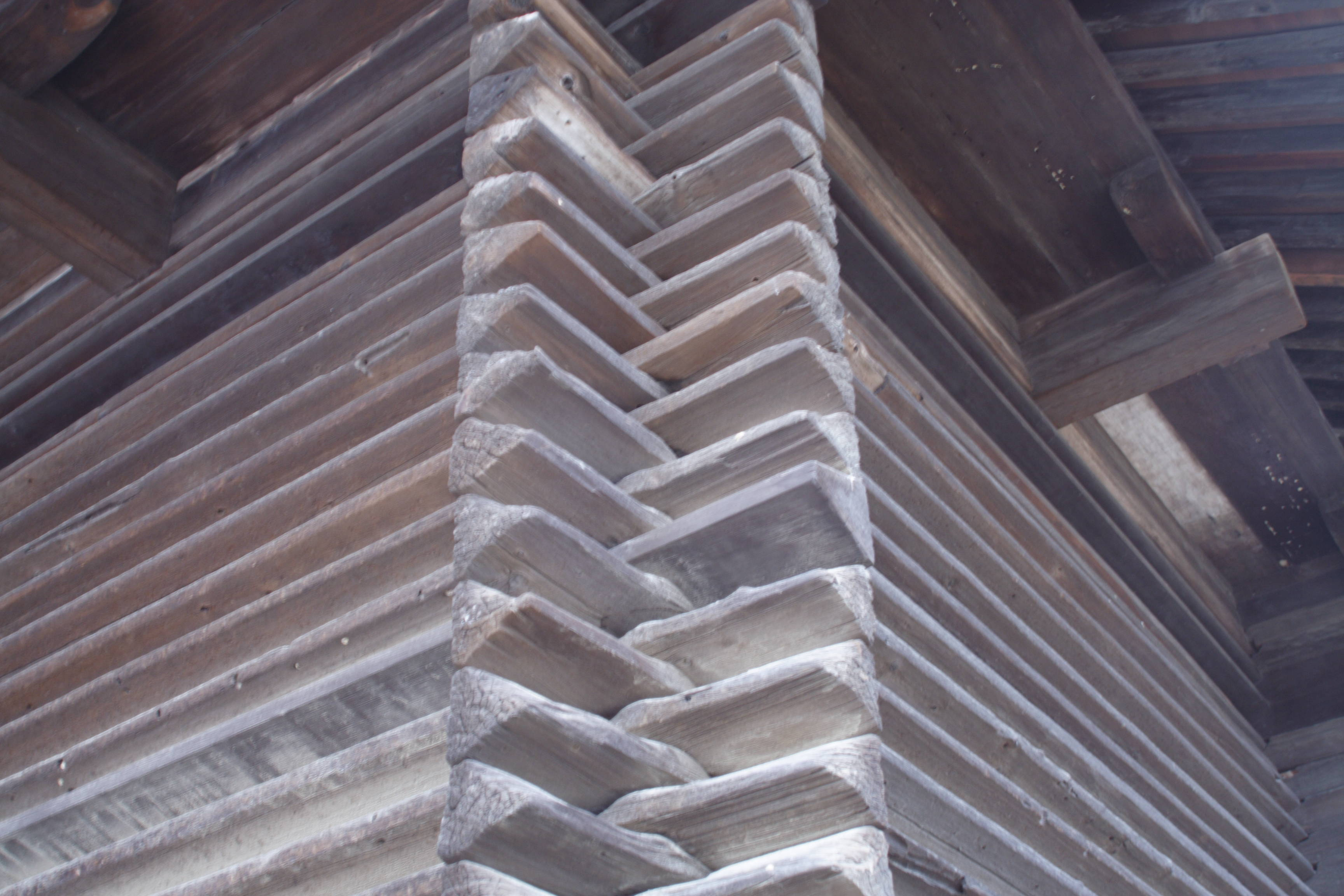
Dettaglio dell'incastro delle travi agli angoli.

L’azekura-zukuri (校倉造?), a volte chiamato semplicemente azekura, è un antico stile architettonico giapponese, probabilmente risalente ai primi secoli d.C., di semplici costruzioni in legno per certi tipi di edifici come magazzini o granai. Questo genere di architettura si trova anche in Cina.

## Caratteristiche
Si tratta di un metodo di costruzione semplice. I muri sono formati per impilamento di travi generalmente triangolari incastonate agli angoli, senza pilastri verticali, con un pavimento soprelevato su palafitte. La copertura è rudimentale, generalmente costituita da un sistema a due catene, orditura detta nijūbari (二重梁?). Esistono anche granai a travi rotonde (denominate allora 丸木倉?, marukikura) o rettangolari (板倉?, itakura). Queste costruzioni offrono un'eccellente conservazione grazie ai movimenti del legno che permette di ventilare la struttura contraendosi con tempo secco, e di proteggere dall'umidità dilatandosi con tempo umido. Tuttavia, studi più recenti affermano che il gioco del legno resta trascurabile sull'igrometria, e spiegano piuttosto la buona conservazione con la soprelevazione della struttura per la ventilazione, con lo spessore delle travi e i cassoni di legno spesso e ben costruiti utilizzati per l'immagazzinamento.
Il più antico e più grande esempio sussistente di architettura azekura-zukuri è lo Shōsō-in del Tōdai-ji: montata su pesanti palafitte, la struttura possiede tre parti separate da tramezzi leggeri. Lo Shōsō-in ha accolto durante i secoli i tesori imperiali offerti al tempo dall'imperatore Shōmu nell'VIII secolo, opere d'arte inestimabili del Giappone e di tutta la via della seta.